# Сивко, Иван Георгиевич
Ива́н Гео́ргиевич Сивко́ (1895—1954) — сотрудник органов охраны правопорядка, старший майор милиции (1936). Входил в состав особой тройки НКВД СССР.

## Биография
Родился в крестьянской семье. Образование незаконченное среднее. В 1910—1915 занимался сельским хозяйством. В 1918 работал телеграфистом.
Член РКП(б) с 1919. В 1919 начальник охраны Воронежского народного банка. Участник Гражданской войны, командир полка.
С 1920 сотрудник Особого отдела Воронежской губернской ЧК. С 1927 начальник Информационного отдела и помощник начальника Ярославского губернского отдела ОГПУ. В том же 1927 начальник Вотского областного отдела ОГПУ.
С 1934 помощник полномочного представителя ОГПУ по Воронежской области. В 1936—1937 заместитель начальника Управления НКВД по Воронежской области. Являлся исполняющим обязанности начальника Управления НКВД по Воронежской области вместо не прибывшего А. Б. Розанова. Освобождён от должности 25 сентября 1937. Этот период отмечен вхождением в состав особой тройки, созданной по приказу НКВД СССР от 30.07.1937 № 00447 и активным участием в сталинских репрессиях.

## Завершающий этап
В августе 1939 года уволен из органов НКВД по болезни. С 1943 года уполномоченный Совета по делам Русской православной церкви в Алтайском крае. В 1954 года заместитель заведующего инспекторским отделом того же Совета. Скончался 26 октября 1954 года.

## Звания
- старший майор милиции, 11 июля 1936.
- майор государственной безопасности, 19 января 1937.